# Ashley Kraayeveld
Ashley Kraayeveld (3 de febrero de 1992) es una deportista canadiense que compite en taekwondo. Ganó tres medallas en el Campeonato Panamericano de Taekwondo entre los años 2014 y 2021.

## Palmarés internacional
| Campeonato Panamericano | Campeonato Panamericano | Campeonato Panamericano | Campeonato Panamericano |
| Año                     | Lugar                   | Medalla                 | Categoría               |
| ----------------------- | ----------------------- | ----------------------- | ----------------------- |
| 2014                    | Aguascalientes (México) | Medalla de oro          | –62 kg                  |
| 2016                    | Querétaro (México)      | Medalla de bronce       | –62 kg                  |
| 2021                    | Cancún (México)         | Medalla de bronce       | –62 kg                  |